# جان برودی
جان برودی (به انگلیسی: John Brodie) بازیکن فوتبال زادهٔ ۳۰ اوت ۱۸۶۲ اهل کشور انگلستان که سابقهٔ بازی در تیم ملی فوتبال انگلستان را در کارنامهٔ خود دارد. وی در تاریخ ۲ مارس ۱۸۸۹ نخستین بازی ملی خود را در مقابل تیم ملی فوتبال ایرلند انجام داد و با حضور در ۳ بازی ملی، در تاریخ ۷ مارس ۱۸۹۱ واپسین بازی ملی‌اش را در برابر تیم ملی فوتبال ایرلند برگزار کرد.
این بازیکن توانسته در بازی‌های ملی، ۱ گل به ثمر برساند.